# Metis Mons
Metis Mons is een berg op Venus. Metis Mons werd in 2009 genoemd naar Metis, de Titaan van de "wijsheid" of "schranderheid", in de Griekse mythologie.
De berg heeft een diameter van 920 kilometer en bevindt zich in het noordwesten van het gelijknamige quadrangle Metis Mons (V-6).